# 多洛雷斯鎮

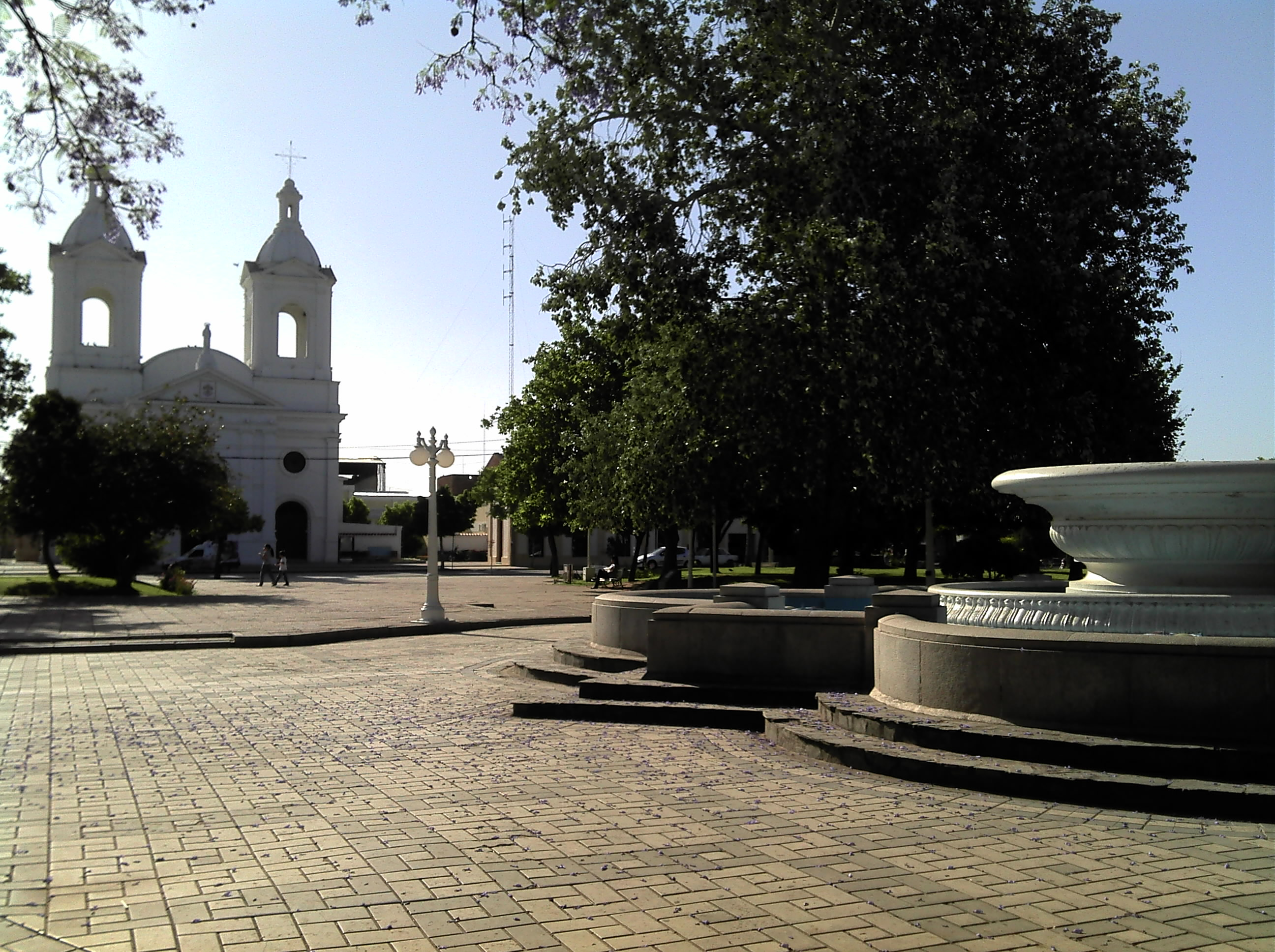
多洛雷斯鎮

31°56′S 65°12′W / 31.933°S 65.200°W
多洛雷斯鎮（西班牙語：Villa Dolores），是阿根廷的城市，位於該國中部科爾多瓦省，是聖哈維爾縣的首府，始建於1853年4月21日，海拔高度584米，每年平均降雨量657毫米，2010年人口31,853。